# Хасберген
Хасберген (нем. Hasbergen) — община в Германии, в земле Нижняя Саксония.
Входит в состав района Оснабрюк. Население составляет 11 034 человека (на 31 декабря 2010 года). Занимает площадь 21,37 км².
Коммуна подразделяется на 3 сельских округа. В её состав входит населённый пункт Гасте.
| Год  | Население |
| ---- | --------- |
| 1990 | 9 469     |
| 1995 | 10 213    |
| 2000 | 10 859    |
| 2005 | 11 132    |
| 2010 | 11 149    |